# Amaigbo
Amaigbo – miasto w Nigerii, w stanie Imo.